# Ronan Olier
Pour les articles homonymes, voir Olier.
Ronan Olier, né le 15 août 1949 à Douarnenez et mort le 20 décembre 2020  à Douarnenez, est un peintre, illustrateur et décorateur français.
Il a illustré de nombreux ouvrages, dont À la poursuite du rayon vert, prix du Cercle de la Mer.
Ronan Olier a été nommé peintre officiel de la Marine en 2001.

## Biographie
(28 décembre 2020).
- 1949 : naissance, le 15 août, à Douarnenez, au sein d'une famille de cinq enfants[2],[3].
- 1967-1970 : étudiant aux Beaux-Arts de Quimper, avec comme professeur le peintre Jean Le Merdy[3].
- 1970-1973 : étudiant à l'École nationale supérieure des arts décoratifs de Paris[2].
- 1975-1977 : professeur stagiaire à l'IUFM d'Antony[2].
- 1976 : remarqué par Georges Wolinski, réalise des bandes dessinées pour le mensuel de Charlie Hebdo, Paris[2].
- 1977 : passe le concours de professeur d'arts appliqués et s'installe en Bretagne. Il enseignera dans les lycées professionnels (Plouhinec - Poulgoazec, Port-Louis, Concarneau, Brest, Pont-l'Abbé, Quimper[3]) pendant une trentaine d'années[2].
- 1984 : invité du Ministère de la Culture à la manifestation Arts Olympiques, Los Angeles (États-Unis)[2].
- Juin 2001 : lors de son premier envoi à un Salon de la Marine, Ronan Olier obtient la médaille d'or (37e Salon de la Marine) pour sa gouache intitulée "Brest, diamant gris", œuvre acquise par le Musée national de la Marine[2].
- Juillet 2001 : nommé Peintre officiel de la Marine[4].
- 2003 : embarque sur le porte-hélicoptères Jeanne d'Arc et expose à Pointe-Noire, au Congo[3].
- 2004 : prix du Cercle de la Mer pour le livre A la poursuite du rayon vert[5].
- 2008 : navigue un mois à bord du porte-hélicoptères Mistral (canal de Suez, mer Rouge, ports de Djibouti et Djeddah, golfe d'Aqaba...)[3].
- 2009 : voyage d'étude au Viêt Nam[3].
- Février 2010 : crée la première exposition de la résidence d'artiste fondée par le Consulat général de France à Djeddah[6].
- Avril 2010 : devient titulaire du corps des Peintres officiels de la Marine[7].
- Mai 2012 : crée une série officielle de sept assiettes en faïence (La Yole, La Voile Latine, La Bisquine, L’Étoile, Le Vaurien, La Chaloupe Douarneniste, La Transat Classique) à l’occasion des Fêtes maritimes, le rassemblement de voiliers traditionnels de Douarnenez.

## Style
Ronan Olier est un peintre voyageur dans la tradition des peintres de la Marine. Le lyrisme de sa peinture est parfaitement adapté à l'espace maritime, à son décor. Sa personnalité dans le trait, la forme, les couleurs mais aussi le choix des sujets sont toujours chargés de poésie et de romantisme.
Réputé pour ses gouaches, il travaille également d'autres matériaux et techniques : huile sur toile, sculpture, collages, inclusions dans le plastique, dessins de mobilier.

## Technique
Les gouaches de Ronan Olier sont peintes sur papier gris : « le blanc me gêne, dehors ça brûle les yeux, or je peins beaucoup sur le motif... Ce papier d'un gris rose me permet de me tenir au milieu, question tonalité. Je peux éclairer, assombrir comme je veux, et surtout, le fond joue bien : je ne suis pas obligé de tout couvrir. Pourtant, je suis exubérant dans ma peinture. Quand je peins, je veux tout, je n'ai pas le sens du sacrifice ! ».

## Œuvres
- Brest, diamant gris (2001), gouache, Médaille d'Or 37e Salon de la Marine
- Palais, arrivée (2004), gouache sur contre-collé (28 × 80 cm), couverture du livre Belle-Ile en Mer
- Ouessant, l'entrée de Lampaul (2005), gouache sur contre-collé (40 × 59 cm), affiche de l'exposition Ronan Olier en 2005 à la Galerie en Ré
- La pointe du Raz, la vieille vue de la Baie des Trépassés (2006), gouache sur contre-collé (25 × 80 cm), couverture du livre Cap Sizun
- Autoportrait de l'artiste en granit (près de la Pietà du calvaire de Saint Tuguen) (2006), gouache sur contre-collé (30 × 40 cm), autoportrait du livre Cap Sizun
- Dans la lumière (2006), gouache sur contre-collé (90 × 68 cm), affiche de l'exposition Ronan Olier en 2006 à la Galerie 26
- Bassin Vauban (2007), huile-sur-toile (130 × 193 cm), couverture du livre Saint-Malo
- Calvi (2007), gouache (79 × 119 cm), affiche de l'exposition Panoramas d'ici et d'ailleurs en 2007 à la Galerie en Ré
- Le marché (2008), gouache (49 × 99 cm), affiche de l'exposition Carnet de voyage en Mer Rouge à bord du Mistral en 2008 à la Galerie 26
- L'été devant les Thermes (2009), gouache (40 × 80 cm), livre Quatre peintres de la Marine, regards sur les Thermes de Saint-Malo
- Juste après la pluie rue Ta Hien à Hanoi (2009), gouache (50 × 65 cm), affiche de l'exposition Carnet de voyage au Vietnam en 2009 à la Galerie 26
- L'or vibre dans l'ombre et partout on sent sourdre le blanc (2010), gouache (60 × 70 cm), affiche de l'exposition Voyage en Arabie saoudite en 2010 à la Galerie 26

## Expositions
- 1983[9] :
  - La Mode, Cour Carrée du Palais du Louvre, Paris
  - Collages, Maison de la Radio et Parc d'Auteuil, Paris
- 1984[9] :
  - Salon Montrouge, Paris
  - Arts Olympiques, Los Angeles (États-Unis)
  - Galerie Lace, Los Angeles (États-Unis)
  - Les Piliers de la Coupole, Paris
- 1985[9] :
  - Peintures collages, Galerie Beau Lézard, Paris
- 1990[9] :
  - Paysages, Atelier d'Art de Douarnenez
- 1992[9] :
  - Paysages, Galerie Vanhove, Quimper
- 1997[9] :
  - Sculptures, dessins, Rectorat de l'Académie de Rennes
- 1999[9] :
  - Sculptures, dessins, Atelier d'Art de Douarnenez
- 2001[9] :
  - Exposition sur le porte-hélicoptères Jeanne d'Arc
  - Invité d'honneur au Salon de la Marine, Brest
- 2002[9] :
  - Mairie de Calvi
  - Galerie en Ré, Bois-Colombes
  - Maison de Traouïero, Perros-Guirec
  - Acquisition par le Service Historique de la Marine
- 2003[9] :
  - Galerie du Faouédic, Lorient
  - Galerie Saint-Hubert, Lyon
  - 38e Salon de la Marine, Musée national de la Marine, Paris (carton d'invitation)
  - L'Armada de Rouen, Rouen
  - Musée national de la Marine, Brest
  - Base aéronavale, Landivisiau
  - Base d'aéronautique navale de Lanvéoc-Poulmic, Lanvéoc
  - Rêves d'Ancre, Larmor-Plage
- 2004[9] :
  - Galerie 26, place des Vosges, Paris
  - Ambassade du Tourisme, Saint-Tropez
  - La Tour Carrée, Sainte-Maxime
  - Galerie de l'Etoile, Saint-Rémy-de-Provence
  - Ronan Olier : Images d’un voyage à Mourmansk et en Péninsule de Kola, Hôtel de ville, Douarnenez
  - Musée Bigouden, Pont-l'Abbé
  - Galerie Doublet (avec les Peintres officiels de la Marine), Avranches[10]
  - Galerie Laetitia (avec les Peintres officiels de la Marine), Brie-Comte-Robert[10]
  - Galerie en Ré, Plonéour-Lanvern[10]
  - Galerie Prom'art, Perros-Guirec
  - Porte-hélicoptères Jeanne d'Arc (avec les Peintres officiels de la Marine), Cercle des officiers mariniers, Brest[10]
  - Palais Bénédictine (avec les Peintres officiels de la Marine), Fécamp[10]
  - Galerie Vanhove, Quimper
  - Galerie de l'Estelle, Saint-Rémy-de-Provence[10]
  - Galerie en Ré, Bois-Colombes
  - Galerie Marine, La Flotte-en-Ré, Île de Ré
  - Galerie Sillage, Sauzon, Belle-Île-en-Mer
  - Galerie Pacaud, Audierne
  - Préfecture du Finistère, Quimper
  - Yacht Club de France, Paris
- 2005 :
  - Galerie La Pléiade, Grenoble
  - Cercle des Armées, Paris
  - Galerie Laetitia, Brie-Comte-Robert
  - Galerie de Crécy, Voulangis
  - En escale à Saint-Tropez (avec les Peintres officiels de la Marine), Musée national de la Marine, Toulon[10]
  - Ronan Olier : Belle-Île en Mer, Galerie Sillage, Sauzon, Belle-Île-en-Mer
  - Galerie en Ré, Plonéour-Lanvern[10]
  - Dieppe et sa région vues par les peintres officiels de la Marine, Musée du Château, Dieppe[10]
  - Galerie 26, place des Vosges, Paris
  - 39e Salon de la Marine, Musée national de la Marine, Paris
  - Ronan Olier, Galerie en Ré, Bois-Colombes
  - Dieppe et sa région vues par les peintres officiels de la Marine, Galerie Montador, Dieppe[10]
- 2006 :
  - Salon Nautique (avec les Peintres officiels de la Marine), La Ciotat[10]
  - Galerie de Crécy, Crécy-la-Chapelle[10]
  - Château de Sédières (avec les Peintres officiels de la Marine), Clergoux[10]
  - 25e anniversaire des vedettes de l'Adour (avec les Peintres officiels de la Marine), Bayonne[10]
  - Ronan Olier : Cap-Sizun, Galerie Pacaud, Audierne
  - Galerie L'Arcothèque, Granville
  - La Pêche en Bretagne (avec les Peintres officiels de la Marine), Guilvinec[10]
  - Galerie en Ré, Pont-l'Abbé[10]
  - Cercle Naval - Cercle de la Marine (avec les Peintres officiels de la Marine), Brest[10]
  - Galerie Les Tourelles, Brioude[10]
  - Galerie 26, place des Vosges, Paris
  - Salon des Arts et peintres de la Marine, Centre culturel, Souillac (invité d’honneur)
- 2007 :
  - Galerie Les Peuples de la Mer, Sète[10]
  - En escale à Nice (avec les Peintres officiels de la Marine), Tour Bellanda, Nice[10]
  - Fête du Fleuve (avec les Peintres officiels de la Marine), Musée national des Douanes, Bordeaux[10]
  - Galerie en Ré, Pont-l'Abbé[10]
  - Régates de grands voiliers (à l'occasion de la Tall Ships' Race, avec les Peintres officiels de la Marine), Musée national de la Marine, Toulon[10]
  - En escale sur l'Île de Noirmoutier (avec les Peintres officiels de la Marine), Musée des Traditions, La Guérinière, Île de Noirmoutier[10]
  - Ronan Olier : Saint-Malo, Galerie Les Artistes et la Mer, Saint-Malo[10]
  - Galerie 26, place des Vosges, Paris
  - 40e Salon de la Marine, Musée national de la Marine, Paris
  - Ronan Olier : Panoramas d'ici et d'ailleurs, Galerie en Ré, Bois-Colombes
  - État-major de la Marine, rue Royale, Paris
- 2008 :
  - En escale à Nice (avec les Peintres officiels de la Marine), Musée national de la Marine, Toulon[10]
  - Salon de Douarnenez (invité d'honneur)
  - Mission Gavial 2008 : exposition de peintures et de photographies à bord du BPC Mistral, base navale, Toulon
  - Galerie Saint-Hubert, Lyon[10]
  - Galerie Le Point du Jour, Douarnenez
  - Ronan Olier : Côte Picarde - Baie de Somme, Église de Fieffes, Fieffes-Montrelet
  - Ronan Olier : Carnet de voyage en Mer Rouge à bord du Mistral : Djibouti, Djeddah, Aqaba..., Galerie 26, place des Vosges, Paris[11]
- 2009 :
  - Ronan Olier : Couleurs de la Baie de Somme, Hôtel des Feuillants, Amiens
  - Quatre Peintres de la Marine, regards sur les Thermes marins de Saint-Malo : Éric Bari, Jean-Gabriel Montador, Ronan Olier, Anne Smith, alon Grand Bé du Grand Hôtel des Thermes et Galerie Les Artistes et la Mer, Saint-Malo
  - Exposition des Peintres de la Marine : Michèle Battut et Ronan Olier dans le cadre de la Saison française organisée par l'Ambassade de France, Marina Mall, Abou Dabi (Émirats arabes unis)[12]
  - Galerie Le Point du Jour, Douarnenez[13]
  - Galerie en Ré, Pont-l'Abbé[14]
  - Ronan Olier : Carnet de voyage au Vietnam : Delta du Mekong, Hô Chi Minh Ville (Saigon), Hué, Hanoi, Baie d’Along..., Galerie 26, place des Vosges, Paris[15]
  - Galerie Vanhove, Quimper[16],[17]
- 2010 :
  - Galerie La Pleiade, Grenoble
  - Les peintres officiels de la marine, Espace Galerie du Sel, Sèvres
  - Ronan Olier : Saint-Briac, Saint-Lunaire, Dinard, La Rance, Saint-Malo... de la plage au large, Galerie Les Artistes et la Mer, Saint-Malo
  - Salon des Peintres Officiels de la Marine, La Maison Prébendale, Saint-Pol-de-Léon
  - La baie de Saint-Vaast-la-Hougue (avec les Peintres officiels de la Marine), Saint-Vaast-la-Hougue
  - Les peintres officiels de la marine en escale au Musée du bord de mer, Bénodet
  - Ronan Olier : Lumières sur le Finistère, Galerie Vanhove, Quimper[18],[19]
  - Ronan Olier : Voyage en Arabie saoudite : Djeddah, Taïf, Al-Baha, Dhee-Ayn, Al-Ula, Mada’in Saleh, Yanbu..., Galerie 26, place des Vosges, Paris[20]
- 2011 :
  - Invité d'honneur du 26e Salon de Printemps, Centre Culturel René Cassin, Dourdan
  - Ronan Olier : Carnets de voyage : de la Mer rouge à la mer de Chine, Galerie Les Artistes et la Mer, Saint-Malo
  - Ronan Olier : Paysages marins, Club Gradlon, Quimper[21],[22]
  - 150e Fête des Marins : Des marins d’un genre singulier (avec les Peintres officiels de la Marine), Greniers à Sel, Honfleur
  - Ronan Olier : Carnet de voyage au Sénégal : descente du fleuve Sénégal à bord du Bou El Modgad, Saint-Louis-du-Sénégal, Diama, Richard Toll, Dagana, Podor..., Galerie 26, place des Vosges, Paris
  - Les peintres officiels de la marine, Carré des Coignard, Nogent-sur-Marne
- 2012 :
  - Ronan Olier : De l'eau de mer dans l'indigo, Galerie Les Artistes et la Mer, Saint-Malo[23]
  - Les Peintres de la Marine (avec les Peintres officiels de la Marine), Musée Municipal de la Mer, Paimpol
  - Ronan Olier : La Grande Parade, Brest - Douarnenez 2012, Galerie 26, place des Vosges, Paris
- 2013 :
  - Ronan Olier : Au fil de l'eau, Galerie Les Artistes et la Mer, Saint-Malo
  - Exposition des Peintres officiels de la Marine (avec les Peintres officiels de la Marine), Château de l'Hermine, Vannes
  - Ronan Olier : La Grande Parade, Galerie en Ré, Pont-l'Abbé[24],[25]
  - Ronan Olier : Îles de Bretagne, Galerie 26, place des Vosges, Paris
- 2014 :
  - Ronan Olier : Laos, Birmanie, Nord Vietnam, Galerie 26, place des Vosges, Paris et Galerie La Corne Au Fer, Confort

### Ouvrages de Ronan Olier
- Dictionnaire des noms de communes, trèves et paroisses du Finistère (avec Bernard Tanguy), Éditions Chasse-Marée - ArMen, 04/1991.
- Dictionnaire des noms de communes, trèves et paroisses des Côtes d'Armor (avec Bernard Tanguy), Éditions Chasse-Marée - ArMen, 04/1992.
- La Jeanne de ma jeunesse, du passé au présent (avec Luc-Christophe Guillerm), Éditions Le Télégramme, 2004.
- A la poursuite du rayon vert (avec Jean-Etienne Mauviel), Éditions Le Télégramme, 05/2004.
- Belle-Ile en Mer, Éditions Le Télégramme, 01/2005.
- Cap-Sizun, Éditions Le Télégramme, 04/2006.
- Saint-Malo, Éditions Le Télégramme, 06/2007.
- Baie de Somme (avec Laurent Somon), Éditions Le Télégramme, 07/2008.
- Ronan Olier : carnet de voyage en Mer Rouge à bord du Mistral (catalogue d'exposition, préface de Lydia Harambourg), Éditions Galerie 26, 07/2008.
- Ronan Olier : carnet de voyage au Vietnam (catalogue d'exposition, préface de Jean-Michel Barrault), Éditions Galerie 26, 08/2009.
- Ronan Olier : voyage en Arabie saoudite  (catalogue d'exposition), Éditions Galerie 26, 08/2010.

### Avec lespeintres officiels de la Marine
- En escale à Perros-Guirec, Éditions Le Télégramme, 2002.
- En escale en rade de Brest, Éditions Le Télégramme, 2003.
- En escale en Pays Bigouden, Éditions Le Télégramme, 2004.
- En escale à Saint-Tropez, Éditions Le Télégramme, 2004.
- Les peintres officiels de la Marine Palais Bénédictine (catalogue d'exposition), Éditions Snag, 09/2004.
- L'œil des Maîtres. Les Peintres officiels de la Marine à la revue navale du 15 août 2004, Éditions des Riaux, 12/2004.
- Les peintres de la Marine, Éditions des Riaux, 2005.
- Dieppe et sa région vues par les peintres officiels de la Marine, Éditions des Équateurs, 07/2005.
- La pêche en Bretagne, Éditions Le Télégramme, 06/2006.
- En escale sur l'Ile de Noirmoutier, Éditions Le Télégramme, 03/2007.
- Les Peintres Officiels de la Marine en escale à Nice (catalogue d'exposition), presses Espace Graphic, 05/2007.
- Quatre peintres de la Marine, regards sur les thermes marins de Saint-Malo : Éric Bari, Jean-Gabriel Montador, Ronan Olier, Anne Smith (avec Jean-Michel Barrault, préface de Patrick Poivre d'Arvor), 05/2009.
- La baie de Saint-Vaast-la-Hougue sous le regard des Peintres officiels de la Marine, Éditions OREP, 2010.
- En escale à Bénodet, Éditions Le Télégramme, 06/2010.
- Les Peintres de la Marine au Musée de la Mer de Paimpol (livret d'exposition), 04/2012.
- Exposition des Peintres Officiels de la Marine - Château de l'Hermine (livret d'exposition), 07/2013.

### Ouvrages collectifs
- Peintres des côtes de Bretagne : de la rade de Brest au pays Bigouden, Léo Kerlo et Jacqueline Duroc, Éditions Chasse-Marée, 2005.
- Gueules de marins, Dominique Le Brun et Nathalie Meyer-Sablé, Éditions Chasse-Marée, 05/2008.
- Locronan, la Troménie et les peintres, Armel Morgant, Fañch Le Hénaff et Donatien Laurent, Éditions Locus Solus, 07/2013.

## Vidéographie
- Ronan Olier, durée 45 min, Éditions Art&Movie, 2007.